# Harpendyreus marlieri
Harpendyreus marlieri är en fjärilsart som beskrevs av Henry Stempffer 1961. Harpendyreus marlieri ingår i släktet Harpendyreus och familjen juvelvingar. Inga underarter finns listade i Catalogue of Life.